# Andragathius
Andragathius († 388 im Ionischen Meer) war ein römischer Heermeister (magister militum, formal war er genauer magister equitum, Befehlshaber der Reiterei, doch unterstanden den Heermeistern sowohl Reiterei als auch Infanterie) unter dem Usurpator Magnus Maximus. Er ist insbesondere aufgrund seiner Tötung des römischen Kaisers Gratian in von Bedeutung.

## Leben
Andragathius wurde laut dem Geschichtsschreiber Zosimos nahe dem Schwarzen Meer (in der Antike Pontos Euxinos genannt) geboren. Er war vermutlich Grieche (am Schwarzen Meer lebten schon seit der griechischen Kolonisation viele Griechen). Dies lässt sich allerdings nur aus seinem Namen schließen, der auch bei anderen Griechen der Antike bezeugt ist.
Andragathius stieg offenbar im römischen Heer auf und begegnet das erste Mal im Jahr 383 in den Quellen. In diesem Jahr hatte sich Magnus Maximus, der Befehlshaber der römischen Truppen in Britannien, gegen die Herrschaft des Westkaisers Gratian erhoben (Usurpation). Bei Kämpfen in Gallien, genauer in der Nähe von Lutetia (heute Paris), besiegte Maximus, in dessen Gefolge sich Andragathius befand, den Kaiser. Gratian flüchtete mit den Resten seiner Truppen Richtung Lugdunum (heute Lyon). Maximus sandte daraufhin Andragathius hinterher, der den Kaiser an einer Brücke in der Nähe von Sigidunum einholen konnte, wo er ihn tötete.
Da die Quellen für diese Zeit nur spärlich fließen, taucht Andragathius erst 387 wieder auf, als Magnus Maximus nach Italien aufbrach, um Kaiser Valentinian II. anzugreifen. Er wird aber auch bereits vorher eine wichtige Rolle bei der Usurpation des Maximus gespielt haben. So vermutet Michael Kulikowski, dass Andragathius die Unterstützung der gallischen Führung für Maximus herbeigeführt haben könnte. Beim Übergang über die Alpen nach Italien jedenfalls wurde Andragathius mit dem Oberbefehl ausgestattet – spätestens jetzt war er also magister militum – und ließ die Alpenpässe gegen den Ostkaiser Theodosius absichern.
Nachdem Maximus erfahren hatte, dass die Mutter Valentinians II., Justina, mit ihren Kindern über die Ionische See fliehen wollte, sandte er Andragathius als Verfolger mit Schiffen hinterher. Bevor Andragathius jedoch aufbrechen konnte, hatte Valentinian die See bereits überquert. Andragathius stellte eine große Flotte zusammen und stach in See. Er ging davon aus, dass Theodosius einen Seeangriff beginnen würde. Während Andragathius jedoch mit der Flotte auf See war, griff Theodosius die Truppen des Maximus an und besiegte sie. Als Andragathius diese Nachricht auf See erhielt, vermutete er, dass er durch die Hand von Theodosius Übel zu erwarten hätte, und warf sich in die Fluten. Andragathius’ Befehl über die Flotte war laut Demandt der erste Fall, in dem ein Heermeister eine Flotte kommandierte. Demandt führt dies auf die Herkunft des Andragathius zurück.
Im 19. Jahrhundert wurde zum Teil der Bericht vom Tod des Andragathius im Ionischen Meer angezweifelt und stattdessen angenommen, dass er sich nach der Schlacht bei Siscia in den vorbeifließenden Fluss geworfen hätte.

## Rezeption
Ambrosius von Mailand verglich die beiden Verantwortlichen für den Tod Gratians, Andragathius und Maximus, mit Judas und Pontius Pilatus.